# Tilomins
Els tilomins (Tylomyinae) constitueixen una subfamília de ratolins i rates del Nou Món. No es coneixen tan bé com els seus parents de les subfamílies dels sigmodontins i neotomins. Tanmateix, moltes autoritats consideren totes tres subfamílies com una de sola, els sigmodontins.

## Llista d'espècies
- SUBFAMÍLIA TYLOMYINAE
  - Tribu Nyctomyini
    - Gènere Nyctomys
      - Nyctomys sumichrasti

    - Gènere Otonyctomys
      - Otonyctomys hatti

  - Tribu Tylomyini
    - Gènere Ototylomys
      - Ototylomys chiapensis
      - Ototylomys phyllotis

    - Gènere Tylomys
      - Tylomys bullaris
      - Tylomys fulviventer
      - Tylomys mirae
      - Tylomys nudicaudus
      - Tylomys panamensis
      - Tylomys tumbalensis
      - Tylomys watsoni